# Flavius Daniliuc
Flavius David Daniliuc (* 27. April 2001 in Wien) ist ein österreichischer Fußballspieler rumänischer Abstammung. Er steht bei der US Salernitana unter Vertrag.

## Karriere

### Vereine

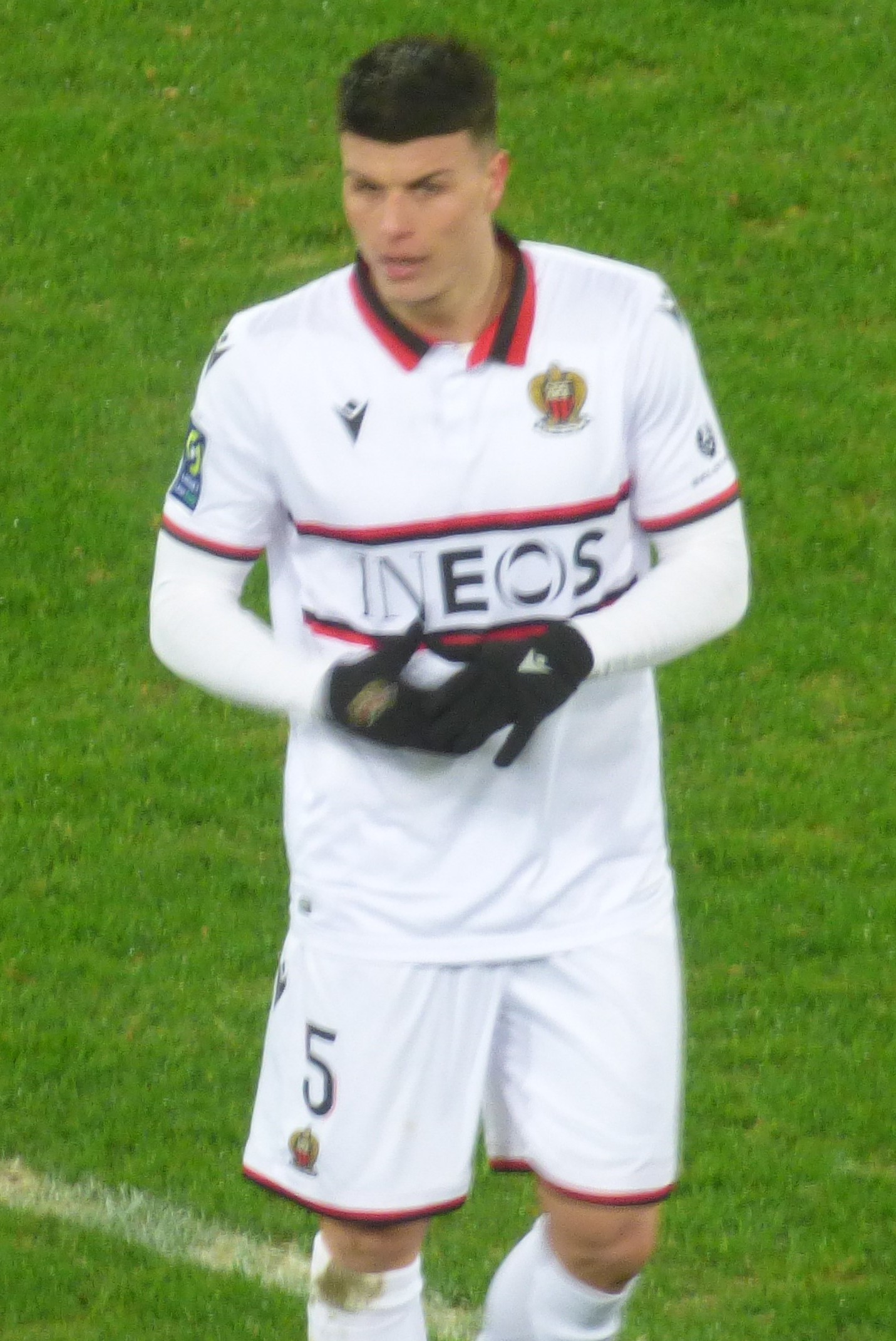
Flavius Daniliuc im Trikot des OGC Nizza (2021)

Daniliuc begann seine Karriere beim FC Admira Wacker Mödling. Im April 2010 wechselte er in die Jugend des SK Rapid Wien. Im März 2011 wechselte er nach einem Probetraining nach Spanien in die Jugend von Real Madrid. 2012 spielte er kurzzeitig in der Jugend des FC Liefering, ehe er zu Real zurückkehrte.
Mit 1. Jänner 2015 wechselte er nach Deutschland in die Jugendabteilung des FC Bayern München. Daniliuc trainierte zuvor sechs Monate lang privat, da sich Real und Bayern nicht über einen Transfer einigen hatten können. Während dieser Zeit spielte er im DFI Bad Aibling.
Ab Dezember 2016 spielte Daniliuc für die U17-Mannschaft der Bayern in der B-Junioren-Bundesliga. Mit Bayern München wurde er in jener Saison Meister der B-Junioren-Bundesliga, in der Saison 2016/17 kam er zu jeweils drei Einsätzen während der regulären Saison und in den Endrundenspielen. Ab August 2017 spielte er zudem für die U19-Mannschaft in der A-Junioren-Bundesliga. Bis Saisonende bestritt er drei weitere Spiele. In jener Saison kam er zudem zu zehn Einsätzen in der regulären Saison und einem während der Endrunde für die B-Junioren. Den Titel konnte man jedoch nicht verteidigen, man unterlag im Finale der Endrunde Borussia Dortmund.
In der Saison 2018/19 wurde Daniliuc schließlich fester Teil der A-Junioren. In jener Saison kam er zu 20 Einsätzen in der Bundesliga, in denen er ein Tor erzielte. Zudem bestritt er vier Spiele in der UEFA Youth League.
Im Juli 2019 stand er gegen die Würzburger Kickers erstmals im Kader der Zweitvertretung des FC Bayern München. Sein Debüt für diese in der 3. Liga gab er im selben Monat, als er am zweiten Spieltag der Saison 2019/20 gegen den KFC Uerdingen 05 der Startelf angehörte.
Zur Saison 2020/21 wechselte er nach Frankreich zum OGC Nizza. In zwei Jahren bestritt er 49 Punktspiele in der Ligue 1. Im August 2022 wechselte Daniliuc nach Italien zur US Salernitana. In seiner ersten Spielzeit kam er zu 27 Einsätzen in der Serie A. In der Saison 2023/24 kam er zu 14 Einsätzen für Salerno, ehe er im Jänner 2024 nach Österreich zurückkehrte, wo er sich auf Leihbasis dem FC Red Bull Salzburg anschloss. Während der Leihe kam er zu elf Einsätzen in der Bundesliga.
Zur Saison 2024/25 kehrte er zunächst nach Salerno zurück, das in seiner Abwesenheit aus der Serie A abgestiegen war. In Folge kam er zu drei Einsätzen in der Serie B, ehe er im August 2024 an den Erstligisten Hellas Verona verliehen wurde. Für Verona kam er während der Leihe zu 18 Einsätzen in der Serie A.

### Nationalmannschaft
Daniliuc spielte im Oktober 2015 erstmals für eine österreichische Jugendnationalauswahl. Im August 2017 debütierte er gegen Finnland für die U17-Nationalmannschaft. Im November 2018 bestritt er gegen Tschechien sein erstes Spiel für die U18-Nationalmannschaft.
Im September 2019 spielte er gegen Zypern erstmals für die U19-Mannschaft. Im März 2021 gab er gegen Saudi-Arabien sein Debüt für die U21-Auswahl.
Im März 2023 wurde er als Ersatz für den verletzten Philipp Lienhart erstmals in den Kader der A-Nationalmannschaft berufen. Am zweiten Spieltag der EM-Qualifikation 2024 gab Daniliuc sein Debüt gegen die Nationalmannschaft Estlands von Beginn an. Im Mai 2024 wurde er in den vorläufigen Kader Österreichs für die EM 2024 berufen und schaffte es schlussendlich auch in den endgültigen Kader.

## Erfolge
FC Bayern München II
- Meister 3. Liga: 2019/20

OGC Nizza
- Französischer Pokal-Finalist: 2021/22

## Sonstiges
Daniliuc hat fünf Geschwister, die Zwillinge Daniel-Edward und Manuel-Raphael (* 1999) sind ebenfalls als Fußballspieler aktiv. Daniel-Edward spielt als Torhüter bei der SV Ried, Manuel-Raphael spielte zuletzt bei den Amateuren des Bundesligisten SV Mattersburg.